# Jisra'el ha-mitchadešet
Jisra'el ha-mitchadešet (hebrejsky ישראל המתחדשת‎; doslova „Obrozený Izrael“, zpočátku též עלי״ה, Alija, neboli akronym עמנו למען ישראל המתחדשת‎, Amenu lema'an Jisra'el ha-mitchadešet, „My lid pro obrozený Izrael“) je izraelská sionistická politická strana založená v roce 1999.

## Okolnosti vzniku a ideologie strany
Strana vznikla 23. února 1999 během funkčního období čtrnáctého Knesetu zvoleného ve volbách roku 1996. Dva poslanci Micha'el Nudelman a Juri Štern, oba židovští imigranti z bývalého SSSR, se tehdy odtrhli od strany Jisra'el ba-alija vedené Natanem Šaranskym. K rozkolu došlo kvůli odlišným postojům k hlasování ohledně zákona o náboženských službách.
Po odchodu ze strany původně navrhoval Nudelman pojmenovat novou politickou formaci Šiluv (שילוב‎, Integrace), ale nakonec bylo zvoleno jméno Alija. Ve volbách roku 1999 strana kandidovala jako součást politické strany Jisra'el bejtejnu vedené Avigdorem Liebermanem. Oba zakladatelé díky tomu obhájili svůj mandát. Ještě v roce 2005 byla Alija uváděna jako frakce v rámci Jisra'el bejtejnu, přičemž Juri Stern zůstal jejím poslancem i po volbách roku 2003 a volbách roku 2006. Zemřel roku 2007. Micha'el Nudelman byl rovněž zvolen opětovně v roce 2003, ale odešel ve funkčním období 2003-2006 do nově vzniklé strany Kadima. V roce 2005 podal Nudelman žalobu na Jisra'el bejtejnu kvůli použití 5 000 000 šekelů z fondů patřících podle něj straně Alija na potřeby kampaně před komunálními volbami.
Ve volbách do Knesetu v roce 2009 obnovil Nudelman svou samostatnou stranu, nyní nazývanou Jisra'el ha-mitchadešet a samostatně kandidující do parlamentu. Na vstup do Knesetu ale nedosáhla. Získala 2 572 hlasů, tedy jen 0,08 % všech odevzdaných hlasů v zemi. Ideologicky byla strana charakterizována jako sionistická a středopravá.

## Volební výsledky
S výjimkou voleb v roce 2009 nikdy nekandidovala samostatně